# Alphonse Hoppenbrouwers
Alphonse Hoppenbrouwers (1930-2001) est un architecte postmoderne belge qui fut actif à Bruxelles dans les années 1980 et 1990.

## Historique
Alphonse Hoppenbrouwers fut directeur de l’institut d’architecture Saint-Luc à Schaerbeek.

## Réalisations
- 1983-1987 premier immeuble de l'institut supérieur de commerce Sint-Aloysius (Economische Hogeschool Sint-Aloysius ou EHSAL), rue Montagne aux Herbes Potagères 35 et rue d'Assaut 2-4[1];

- 1991-1993 second immeuble de l'école supérieure EHSAL, rue d'Assaut 6-8, orné de statues[2] d'Athéna et Hermès du sculpteur Jean-Paul Laenen.